# Байжуманов, Абдугали
Абдугали Байжуманов, другой вариант имени — Абдигали (каз. Әбдіғали Байжұманов; 1912 год — дата и место смерти не известны) — передовик производства, старший машинист котельного цеха Карагандинской ТЭЦ № 1 Карагандаэнерго Министерства энергетики и электрификации Казахской ССР. Герой Социалистического Труда (1966).

## Биография
Родился в 1912 году в ауле № 3 Акмолинского уезда (ныне — Жанааркинский район Карагандинской области Казахстана).
В 1931 году начал свою трудовую деятельность на Спасском медеплавильном заводе. В 1932—1933 годах трудился откатчиком на шахте треста «Кировуголь». С 1933 по 1937 год — кочегар. В 1937 году был призван на срочную службу в Красную Армию. Участвовал в Великой Отечественной войне. После демобилизации в 1945 году возвратился в Казахстан, где устроился на работу на Карагандинскую ТЭЦ № 1. Работал кочегаром, машинистом парового котла. Позднее был назначен старшим машинистом котельного цеха.
В 1966 году за выдающиеся трудовые достижения был удостоен звания Героя Социалистического Труда.
C 1967 по 1975 год — начальник смены котельного цеха.
В 1975 году вышел на пенсию. Проживал в Караганде.

## Награды
- Герой Социалистического Труда — указом Президиума Верховного Совета СССР 4 октября 1966 года
- Орден Ленина
- Орден Отечественной войны 2-й степени (11.03.1985)
- медалями, в том числе «За трудовое отличие» (1952), Нахимова (20.09.1945)